# Autorité générale pour le divertissement (Arabie saoudite)
L'Autorité générale pour le divertissement (General Entertainment Authority ou GEA) est un organe émanant du gouvernement d'Arabie saoudite chargé des activités, partenariats et projets ayant trait au secteur du divertissement dans le Royaume. Elle est créée le 7 mai 2016 par décret royal et dirigée par Ahmed Al Khateeb.

## Histoire
En 2015, alors que la population saoudienne dépense près de 22 milliards de dollars dans le tourisme et le divertissement en dehors d'Arabie saoudite chaque année, le gouvernement saoudien souhaite réorienter la moitié de ces dépenses dans l'industrie locale. Le 7 mai 2016, l'Autorité générale pour le divertissement est créée à l'occasion d’une restructuration des organes gouvernementaux d'Arabie saoudite. Avec l'Autorité générale pour la culture créée en parallèle, l'Autorité générale pour le divertissement est chargée de conduire la transformation de l'industrie du divertissement et de la culture en Arabie saoudite,.
Dès la fin de 2016, l’Autorité commence à organiser des concerts et spectacles de danse dans le pays, notamment une série de représentations de hip-hop à Riyad sur le campus de l'université Princesse Noura bent Abdelrahman puis à Djeddah. En janvier 2017, un concert de Mohammed Abdu est organisé à Djeddah, le premier depuis 2010. À la suite de l'événement, un concert est cette fois-ci organisé à Riyad, qui n’avait pas accueilli d’événement de ce type depuis 30 ans. En novembre 2016, Six Flags annonce son arrivée en Arabie saoudite avec un premier parc prévu en 2021.
Les événements culturels et sportifs se multiplient au début de l'année 2017, avec l'organisation d’une compétition de Monster Jam et d'une foire Internationale du Livre à Riyad. Deux festivals Comic-Con ont également lieu dans le royaume, le premier en février 2017 à Djeddah et le second en novembre 2017 à Riyad, qui rassemble près de 24 000 personnes en un weekend. En décembre 2017, l’Autorité organise un festival de comédie à Riyad, le premier de la sorte dans le royaume, au cours duquel plusieurs candidats participent à une compétition de stand-up.

## Description
L'Autorité générale pour le divertissement définit la stratégie d'expansion et d'évolution de l'industrie du divertissement à l'échelle nationale. Elle interagit avec des acteurs publics et privés et établit des partenariats pour s'affranchir du soutien financier du gouvernement d’Arabie saoudite. Conformément au plan stratégique Vision 2030, l'Autorité intervient pour soutenir la diversification de l'économie de l’Arabie saoudite, vise la création de 200 000 emplois et une contribution au produit national brut à hauteur de 133 milliards de dollars d’ici 2030.

## Gouvernance
Le comité exécutif de l'Autorité générale pour le divertissement est mixte, composé de personnalités saoudiennes et internationales, et dirigé par Ahmed Al Khateeb,:
- Majid ben Abdullah Al Qasabi (ministre du Commerce et des Investissements)
- Fahad Mohammed Al Jubair (maire de la région Est saoudienne)
- Mohammed Abdul Latif Jameel (PDG d'Abdul Latif Jameel)
- Lama Abdulaziz AlSulaiman (membre du comité exécutif de la chambre de commerce de Djeddah)
- Mousa Omran Al Omran (DG de West Bakeries Company)
- Bandar Mohammed Assiri (directeur de la commission générale pour les médias audiovisuels)
- Joe Zenas (directeur exécutif de Thinkwell)
- Jonathan Tétrault (VP exécutif Cirque du Soleil)

## Articles liés
- Vision 2030
- Culture de l'Arabie saoudite
- Cinéma saoudien
- Mohammed Abdu